# Modica
Modica település Olaszországban, Szicília régióban, Ragusa megyében. Lakosainak száma 53 503 fő (2023. január 1.). Modica Buscemi, Giarratana, Noto, Palazzolo Acreide, Pozzallo, Rosolini, Ispica, Ragusa és Scicli községekkel határos.

## Nevezetességei
- Szent György székesegyház: Az 1693-as földrengés után felépült barokk stílusú templom. A felsőbb részen levő óváros legismertebb katedrálisa.
- Szent Péter-templom: A város alsó részén található.
- Grófok vára (Castello dei Conti)
- Betlehemi Szűz Mária-temploma
- Karmeliták temploma
- Garibaldi Színház
- Mercedari Palota
- modicai csokoládé

## Népesség
A település lakossága az elmúlt években az alábbi módon változott:
| Lakosok száma | 54 546 | 54 530 | 53 503 |
|               | 2016   | 2018   | 2023   |